# スクリューボール・コメディ
スクリューボール・コメディ（Screwball comedy）は1930年代初頭から1940年代にかけてハリウッドでさかんに作られたコメディ映画のサブジャンル。常識にとらわれない登場人物、テンポのよい洒落た会話、つぎつぎに事件が起きる波乱にとんだ物語などを主な特徴とする。「スクリューボール」は当時のクリケットや野球の用語で「スピンがかかりどこでオチるか予測がつかないボール」を指し、転じて突飛な行動をとる登場人物が出てくる映画をこう呼ぶようになった。

## 歴史

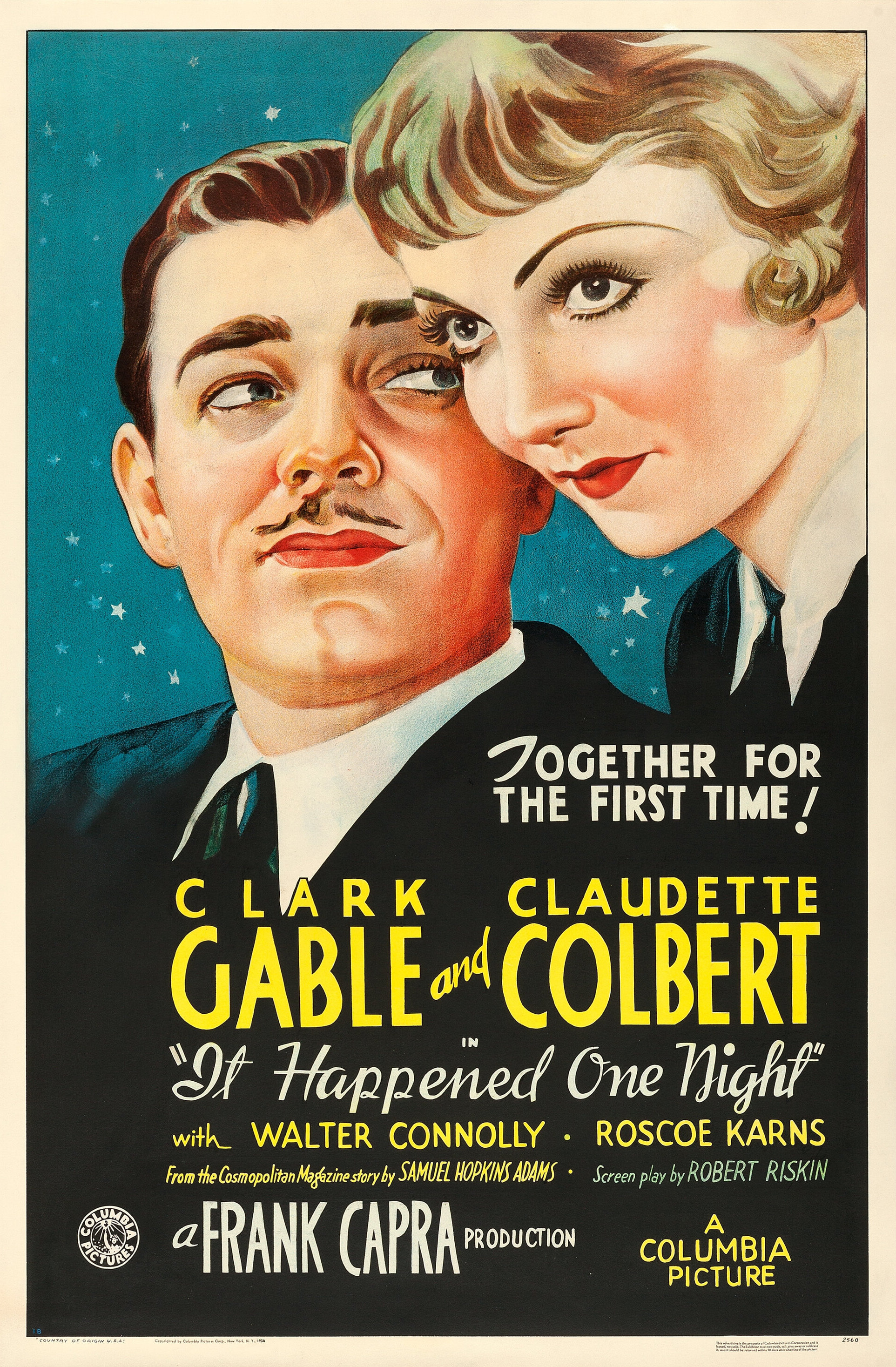
スクリューボール・コメディ代表作の一つとされるフランク・キャプラの映画『或る夜の出来事』(1934) ポスター。

### トーキー化と新しいコメディ
20世紀初頭のサイレント期には、ラブ・ロマンスは優雅で洗練された古典的な風俗喜劇、コメディはコメディアンが転倒したりパイをぶつけあったりすることで笑いを誘うスラップスティック・コメディ（ドタバタ喜劇）として製作されることが多かった。
1920年代末期にトーキーが普及して会話によるジョークが可能になったことで、新しいコメディ映画への道が開かれる。またアメリカは1929年の株価大暴落を発端とする大不況時代に入り、娯楽への支出を抑制するようになった観客を引きつけるため、ハリウッドではひとときの慰安を確実に提供する作品ジャンルが求められていた。
洗練された会話劇で最初に人気を集めたのはエルンスト・ルビッチ『極楽特急』(1932)である。この映画は富豪の未亡人とその財産をねらう男女の泥棒が主な登場人物で、三人の間のラブ・ロマンスがテンポのよいやりとりを通じて描かれる。この作品は翌年のルビッチ『生活の設計』(1933)、ビクター・フレミング『爆弾の頬紅』(1933)などと並んで、ラブロマンスとコメディを融合させた新しい映画の登場に道筋をつけたと言われる。

### 大ヒットした『或る夜の出来事』
多くの映画評論家・研究者によって「スクリューボール・コメディ」というジャンルを決定的に登場させたと考えられているのは、フランク・キャプラ『或る夜の出来事』（1934）である。
この映画では、大富豪の父親から望まぬ結婚を押しつけられることを嫌って家を逃げ出した娘が、この家出話をゴシップ記事として売れるとにらんだ新聞記者と逃避行をともにするうちに恋におちる。
映画を制作したコロンビア・ピクチャーズは小規模の映画会社にすぎなかったが、低予算で作られたこの映画が記録的ヒットとなり、翌年のアカデミー賞でも監督賞・男優賞・女優賞などを独占する大成功をおさめたことから、コロンビアは1930年代を通じて同種のスクリューボール・コメディを作り続けることになる。
またこの映画にあらわれた身分違いの恋の行方、スピード感あふれる展開、気の強い女性が男と対等の立場で交わす軽妙な会話といった要素はスクリューボール・コメディが衰退したのちも長く模倣され、ハリウッド映画におけるラブ・ロマンスの一つの典型となった。

### ブロードウェイからも参入
1930年代末からはブロードウェイの劇場でも洒落たラブ・ロマンスが多く作られるようになり、そうした作品の脚本を書いていたプレストン・スタージェスがハリウッドへ進出してキャプラにつづくスクリューボール・コメディの重要な作り手となった。スタージェスの『サリヴァンの旅』（1941）や『レディ・イヴ』（1941）はとくに大きな成功を収めた作品である。
また同時期に作られたハワード・ホークスの『赤ちゃん教育』（1938）や『教授と美女』（1941）、そして後の巨匠ビリー・ワイルダーが脚本を書いたルビッチ『ニノチカ』（1939）などもスクリューボール・コメディの傑作と考えられている。 
スクリューボール・コメディは1930年代半ばから1940年代末までに200本超が制作されたと言われる。現在のアメリカ映画で「スクリューボール」をうたう作品が作られることはほとんどないが、テンポのよいラブコメディを形容するさいに映画批評などでこの言葉が使われることがある。

## 背景・影響

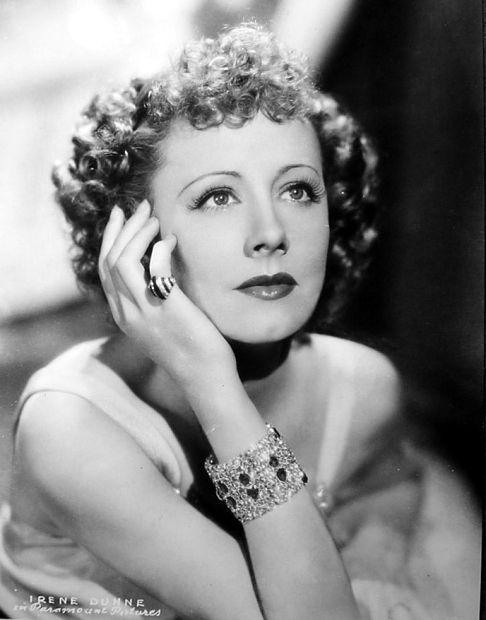
アイリーン・ダン。スクリューボール・コメディ映画でアメリカ社会に現れた新しい女性像を演じた。

### 検閲強化が影響？
このジャンルの隆盛と衰退の原因については、研究者の間でも見解が分かれている。隆盛のきっかけと指摘されることがあるのは「ヘイズ・コード（プロダクション・コード）」である。ヘイズ・コードとは、1920年代のハリウッド映画が犯罪やセックスを描いたことに政界・宗教団体から批判が強まったため、ハリウッド業界自身が映画表現にさまざまな留保や禁止を設けた自主規制コードのことを指す。このコードが理由で監督はセックスを正面から描けなくなり、恋愛表現を工夫するようになったことがスクリューボール・コメディの誕生をうながしたのではないか、という指摘である。
しかし現在の映画研究では、ヘイズ・コードは1930年代末になるまでそれほど強い影響力を持たず、映画表現が規制されることもほとんどなかったという。

### 大不況が後押し
1930年代アメリカの社会状況にジャンル誕生の原因をもとめる立場もある。
1929年以降の大不況はハリウッドの製作慣行にも大きな影響を及ぼし、娯楽性を明確にして観客を呼び込みやすくするためジャンルが細分化された。ホラー映画やギャング映画、ミュージカルやメロドラマといった映画の製作が本格化したのもこの時期である。スクリューボール・コメディもそうした細分化の結果生まれたサブジャンルだと考える立場で、現在はこちらを支持する研究が主流になっている。

### 自立した女性像
どちらの見方を取るにしても、スクリューボール・コメディが作られ始めるころのハリウッド映画で、女性の描き方・男女関係の表現がサイレント期の単純な類型化を脱して複雑・繊細になっていったことは確かである。
女優の性的な魅力だけを強調する演出も影をひそめ、スクリューボール・コメディに登場する多くの女性は、職場などで男性と対等に意見を交わす。こうしたキャラクターを演じるアイリーン・ダンやバーバラ・スタンウィック、クローデット・コルベールといった新しい女優の登場と人気は、アメリカ社会において女性の社会進出が進んだ（不況で収入源を増やすため女性が働きに出るようになった）という現実を反映しているとも言われる。

### 衰退へ
1950年代からは「スクリューボール・コメディ」と銘打った作品はあまり作られなくなる。
その重要な構成要素だった「身分違いの恋」が、アメリカ社会における経済格差の深化とともにリアリティをもって描きづらくなり、ハリウッドが中産階級内部での恋のかけひきに焦点を移してシンプルなラブ・コメディ（ロマンティック・コメディ）へと発展解消していったためとも言われる。
しかしアメリカ映画コメディの古典的作品となったハワード・ホークス『モンキー・ビジネス』(1952)やビリー・ワイルダー『麗しのサブリナ』(1954)は、スクリューボール・コメディ時代の演出手法や台詞回しのスピード感を取り入れて作られており、スクリューボール・コメディは、多くの研究者からアメリカ映画の基礎を築く重要な役割を果たしたと考えられている。

## 代表的なスクリューボール・コメディ
研究者の間でも「スクリューボール・コメディ」の明確な定義はなく、また後期の作品群はラブ・コメディ（ロマンティック・コメディ）との区別がしだいにあいまいになるため、どの作品を「スクリューボール・コメディ」と数えるかには論者によって見解が大きく分かれるが、英国映画協会は代表作として以下10本を選出している。
| 題名                       | 原題                  | 監督名                   | 公開年 |
| -------------------------- | --------------------- | ------------------------ | ------ |
| 或る夜の出来事             | It Happened One Night | フランク・キャプラ       | 1934   |
| 襤褸（つづれ）と宝石       | My Man Godfrey        | グレゴリー・ラ・カーヴァ | 1936   |
| 新婚道中記                 | The Awful Truth       | レオ・マッケリー         | 1936   |
| 街は春風                   | Easy Living           | ミッチェル・ライゼン     | 1937   |
| 無責任時代＜日本未公開＞   | Nothing Sacred        | ウィリアム・ウェルマン   | 1937   |
| 赤ちゃん教育               | Bringing Up Baby      | ハワード・ホークス       | 1938   |
| ミッドナイト＜日本未公開＞ | Midnight              | ミッチェル・ライゼン     | 1939   |
| ヒズ・ガール・フライデー   | His Girl Friday       | ハワード・ホークス       | 1940   |
| レディ・イヴ               | The Lady Eve          | プレストン・スタージェス | 1941   |
| パームビーチ・ストーリー   | The Palm Beach Story  | プレストン・スタージェス | 1942   |

### そのほかのスクリューボール・コメディ
- 特急二十世紀 -Twentieth Century（1934）
- スタアと選手 -Cain and Mabel (1937）
- 我が家の楽園 -You Can't Take It With You（1938）
- 素晴らしき休日 -Holiday （1938）
- フィラデルフィア物語 -The Philadelphia Story（1940）
- 影なき男 - The Thin Man (1934)
- 少佐と少女 - The Major and the Minor (1942)
- 教授と美女 - Ball of Fire (1941)

## 関連文献
- Beach, C. (2002). Class, language, and American film comedy. Cambridge ; New York: Cambridge University Press.
- Cavell, S. (1981). Pursuits of happiness : the Hollywood comedy of remarriage. Cambridge, Mass.: Harvard University Press.
- Dale, A. S. (2000). Comedy is a man in trouble : slapstick in American movies. Minneapolis: University of Minnesota Press.
- Horton, A., and Rapf, J. E. (2012). A companion to film comedy. Malden, MA: Wiley-Blackwell.